# 火拔归仁
火拔归仁（？—756年），唐朝安史之乱中的突厥将領。靈寶、潼關之戰后綁架上司哥舒翰投降大燕，但被安禄山认为“背主忘义，吾不尔容。”斩之。
父为突骑施首领火拔部落颉利发火拔石失毕，是突厥默啜可汗的妹婿，开元二年（716年）二月，默啜可汗派遣其子移涅可汗及同俄特勤、妹婿火拔石失毕率领精骑围攻北庭都护府，同俄特勤被都护郭虔瓘斩杀于城下，石失毕惧不敢归，携其妻归降唐朝，授左卫大将军，封燕山郡王，其妻封金山公主，赐长安宅第一区，奴婢十人，马十匹，物千段。
火拔归仁后袭燕山郡王、兼火拔州都督，在河西节度使哥舒翰帐下为将，天宝十三载（754年），火拔归仁升骠骑大将军，天宝十四载（755年），安禄山反唐，哥舒翰被召回长安为皇太子先锋兵马元帅，以王思礼、钳耳大福、李承光、苏法鼎、管崇嗣及蕃将火拔归仁、李武定、浑萼、契苾宁等为裨将，率河陇、朔方兵及蕃兵与高仙芝旧部共二十万，于潼关抵御安禄山叛军。
天宝十五载（756年）六月八日，哥舒翰领兵八万与燕军崔乾祐部在灵宝县西原交战，崔乾祐首先占据险要之地，哥舒翰见崔乾祐兵少，轻敌冒进，崔乾祐在上风处焚烧草车，唐军被熏得纷纷掩面闭目，泪留不止，队形溃散，燕军乘乱进攻，唐前军大乱，互相推挤，掉落黄河的不计其数，号叫之声振天地，此战唐军死者数万人，逃到黄河北岸的十不存一二。哥舒翰军败与数百骑驰而西归，关门不守。帐下裨将火拔归仁等左右数十骑绑缚哥舒翰投降燕军。最终，安禄山礼遇哥舒翰，而处决了他。